# Hypocritecythere
Hypocritecythere is een geslacht van kreeftachtigen uit de klasse van de Ostracoda (mosselkreeftjes).

## Soort
- Hypocritecythere polymorphica Titterton & Whatley, 2009